# Marvila (Santarém)
Marvila, officiellement Santarém (Marvila), est une ancienne freguesia portugaise située dans le District de Santarém.
Avec une superficie de 14,23 km2 et une population de 9 584 habitants (2001), la paroisse possède une densité de 673,6 hab/km2.

## Histoire
La loi no 11-A/2013 du 28 janvier 2013, portant réorganisation administrative du territoire des freguesias, fusionne Marvila avec les paroisses voisines de Santa Iria da Ribeira de Santarém, São Salvador et São Nicolau pour former l’União das Freguesias de Marvila, Santa Iria da Ribeira de Santarém, São Salvador e São Nicolau, dont le siège est à São Salvador. En 2017, la nouvelle paroisse prend le nom d’União de Freguesias da cidade de Santarém.